# Escotomización
La escotomización (del griego antiguo σκότος / skótos, «tinieblas, oscuridad») es un término usado en el psicoanálisis para describir el mecanismo de ceguera inconsciente, mediante el cual el sujeto hace desaparecer los hechos desagradables de su conciencia o de su memoria.
Se trata de un término empleado para explicar los procesos psicóticos, especialmente en las esquizofrenias, y que está relacionado con otro término, la forclusión, al que origina. El concepto de escotomización fue introducido por Pichon Édourd.